# 30size
30size（サーティーサイズ）は日本のロック・プロジェクト。

## 概要
バンドOUTLAW解散後、Bass&Vocal、ソングライターの山口進が始動させたプロジェクト。30sizeではボーカル&ギター。
正式メンバーは山口一人だが、弾き語り、サポートメンバーを迎えたバンド編成、ギターとの二人編成等で活躍中。尚、弾き語りの時は「山口進」と、「山口進(30size)」の二つの名義がある。

## サポートメンバー
- 加藤昭彦 - ギター。二人編成の時も参加している。自身のバンドGIVENでも活躍。元SCREAMING SOUL HILL、MYTH。
- クボタケイスケ - ベース。KUBOTAROAD、OHIO101、えあどぐべ他にも参加。元はやぶさジョーンズ。
- 真野敬史 - ドラムス。えあどぐべ他にも参加。元PERMANENTS。

## 作品
- ネームカード（2006年11月22日発売）
  - 1.サラダ 2.オレンジ 3.グッドモーニング 4.ネムタイノウタ
- アリシア/ギフト（2008年12月6日発売）
  - 1.アリシア 2.ギフト
- 大げさだって思うかい?でもね、本当なんだ。/僕の部屋（2009年5月1日発売）
  - 1.大げさだって思うかい?でもね、本当なんだ。 2.僕の部屋
- 弾き語るのだ（2009年9月5日）※「山口進」名義の弾き語り音源
  - 1.300マイル 2.プール 3.僕たちは少しだけ